# Bóng đá tại Thế vận hội Mùa hè 2000 – Giải đấu Nam
Giải bóng đá Thế vận hội Mùa hè diễn ra tại Thế vận hội mùa hè 2000 từ ngày 13 đến 30 tháng 11. Đây là mùa giải thứ 20 của bóng đá nam Thế vận hội Mùa hè.
Trong trận chung kết diễn ra tại sân vận động Olympic có lượng khán giả kỷ lục là 104.098, phá vỡ kỉ lục cũ là 101.799 tại Rose Bowl để tìm chủ nhân của huy chương vàng của Thế vận hội Mùa hè 1984 ở Los Angeles.

## Địa điểm
| Sydney                                  | Sydney                      | Melbourne                |
| --------------------------------------- | --------------------------- | ------------------------ |
| Sân vận động Australia                  | Sân vận động bóng đá Sydney | Melbourne Cricket Ground |
| Sức chứa: 110.000                       | Sức chứa: 42.500            | Sức chứa: 98.000         |
|                                         |                             | Tập tin:MCG stadium.jpg  |
| Brisbane                                | Canberra                    | Adelaide                 |
| Brisbane Cricket Ground                 | Sân vận động Bruce          | Sân vận động Hindmarsh   |
| Sức chứa: 37.000                        | Sức chứa: 25.011            | Sức chứa: 20.000         |
|                                         |                             |                          |
| AdelaideBrisbaneCanberraMelbourneSydney |                             |                          |